# Andreas Jung
Andreas Jung (ur. 13 maja 1975 we Fryburgu Bryzgowijskim) – niemiecki polityk i prawnik, działacz Unii Chrześcijańsko-Demokratycznej (CDU), deputowany do Bundestagu (od 2005).

## Życiorys
W 1994 roku zdał egzamin maturalny w Nellenburggymnasium w Stockach, a następnie studiował prawo na Uniwersytecie w Konstancji. W 2000 roku zdał pierwszy, a w 2002 roku drugi państwowy egzamin prawniczy. Od 2003 roku pracuje jako adwokat w kancelarii Rittershaus w Mannheim.
Z działalnością polityczną związał się już jako nastolatek, wstępując do Junge Union. W latach 1991–1993 był przewodniczącym lokalnych struktur JU w Stockach, a w latach 1993–1999 – przewodniczącym struktur powiatowych w Konstancji. Następnie, od 2000 do 2002 roku, zasiadał w zarządzie federalnym Junge Union, a od 2002 do 2005 był przewodniczącym organizacji w regionie Südbaden. Od 1995 roku działa również w powiatowych strukturach CDU w Konstancji, których przewodniczącym był w latach 2007–2011. W latach 2011–2017 kierował strukturami CDU w regionie Südbaden. Od 2001 roku zasiada w zarządzie CDU w Badenii-Wirtembergii, a od 2011 także w jej prezydium.
Mandat deputowanego do Bundestagu uzyskał po raz pierwszy w 2005 roku. W kolejnych wyborach – w 2009, 2013, 2017, 2021 i 2025 roku – z powodzeniem ubiegał się o reelekcję. W latach 2010–2017 był przewodniczącym Parlamentarnego Zespołu ds. Zrównoważonego Rozwoju. W latach 2013–2017 pełnił funkcję pełnomocnika frakcji CDU/CSU ds. ochrony klimatu. Od 2015 do 2019 roku przewodniczył Niemiecko-Francuskiej Grupie Parlamentarnej, a w latach 2019–2021 był współprzewodniczącym Niemiecko-Francuskiego Zgromadzenia Parlamentarnego. W uznaniu za wkład w rozwój współpracy między oboma krajami został w lipcu 2021 roku odznaczony francuskim Orderem Legii Honorowej.
Od 2016 roku kieruje CDU-landową grupą deputowanych Badenii-Wirtembergii w Bundestagu. W latach 2018–2021 był wiceprzewodniczącym frakcji CDU/CSU odpowiedzialnym za finanse, budżet i sprawy komunalne. Od grudnia 2021 roku pełni funkcję rzecznika frakcji ds. polityki klimatycznej i energetycznej.

## Życie prywatne
Jest żonaty i ma dwoje dzieci. Wyznaje katolicyzm.